# Joachim Büge
Joachim Büge (geboren 4. August 1949 in Frankfurt am Main) ist ein deutscher Jurist und Richter a. D. am Bundesverwaltungsgericht.

## Leben
Joachim Büge wurde 1949 in Frankfurt am Main geboren. Er studierte Rechtswissenschaften in Gießen und legte seine zweite juristische Staatsprüfung im Oktober 1977 am Verwaltungsgericht Düsseldorf ab. Dort wurde er im Oktober 1980 zum Richter am Verwaltungsgericht ernannt und im Oktober 1988 zum Richter am Oberverwaltungsgericht für das Land Nordrhein-Westfalen.
Im Oktober 1997 wechselte Joachim Büge unter Ernennung zum Richter am Bundesverwaltungsgericht an den 6. Revisionssenat des Bundesverwaltungsgerichts. Dort war seine Tätigkeits- und Interessenschwerpunkt das Personalvertretungsrecht, wo er auch zahlreiche Veröffentlichungen hervorbrachte.
Mit Ablauf des November 2017 trat Joachim Büge nach 41-jähriger Zugehörigkeit zum öffentlichen Dienst und 17-jähriger Tätigkeit am Bundesverwaltungsgericht in den Ruhestand ein.

## Schriften (Auswahl)
- Joachim Büge: Mitbestimmung der Soldaten in militärischen Dienststellen. In: Die Personalvertretung. Band 47, Nr. 10, 2004, S. 364–369.